# Лекка, Димитрие
Димитрие Лекка (рум. Dimitrie Lecca; 2 декабря 1832, Текуч — 4 июля 1888, Бакэу) — румынский политический и государственный деятель молдавского происхождения. Генерал. Военный министр Соединённых княжеств Молдавии и Валахии (1866 и 11 июля 1879 — 28 апреля 1880). Председатель Палаты депутатов Румынии (1882—1883 и 1883—1888).

## Биография
Был сыном пахарника (королевского виночерпия) Георгия Лекки. Учился в офицерской артиллерийской Школе в Меце и в Высшей государственной военной школе в Сомюре (с 1852 по 1853). Вернувшись на родину, вступил в молдавскую армию, которая вскоре стала Румынской армией, в 1863 году получил звание майора. Командовал элитным батальоном, охранявшим княжеский дворец в Бухаресте. В ночь на 22 февраля 1866 года участвуя в заговоре против Александру Иоана Кузы впустил во дворец офицеров, которые вынудили правителя отречься от престола.
Сразу после этого, с февраля по май 1866 года, Лекка занимал пост военного министра. Получив звание полковника в 1868 году, ушёл из армии в 1872 году и занялся политикой.
Член Национал-либеральной партии Румынии. В 1876 году был избран в Палату депутатов. Вернулся на службу, чтобы участвовать в румынской войне за независимость. Участник Русско-турецкой войны (1877—1878). Снова занимал пост военного министра с июля 1879 по апрель 1880 года.
Был президентом Румынского парламента дважды: с октября 1882 года по март 1883 года и с октября 1883 года до своей смерти в Радомирешть в июле 1888 года.